# 马尔利亚纳
马尔利亚纳（義大利語：Marliana），是意大利皮斯托亚省的一个市镇。总面积42.99平方公里，人口3239人，人口密度75.3人/平方公里（2009年）。ISTAT代码为047007。